# 돌베개 출판사
돌베개는 1979년 여름에 창립한 출판사다.
출판사 이름은 바로 장준하의 책 《돌베개》에서 따왔다.
1970∼80년대에 돌베개는 민주출판운동의 한 부분을 이루면서 우리의 역사와 현실을 밝히는 ‘운동으로서의 출판’이라는 영역을 구축하였다.
1990년대 이후 돌베개는 ‘운동으로서의 출판’에서 ‘문화로서의 출판’으로 무게중심을 옮기면서 출판의 분야와 영역을 확장해 왔다.
우리의 시대와 현실을 비판적으로 인식하고 성찰하면서, 동시에 우리의 역사와 문화를 조명하는 기획에 관심을 집중하였다.

## 주요 출판물
- 한국근대민족운동사
- 한국경제의 전개과정
- 전태일 평전
- 다시 쓰는 한국현대사
- 한국공산주의운동사
- 돌베개 한국학총서
- 답사여행의 길잡이
- 테마한국문화사
- 감옥으로부터의 사색